# Parque nacional Yugyd Va

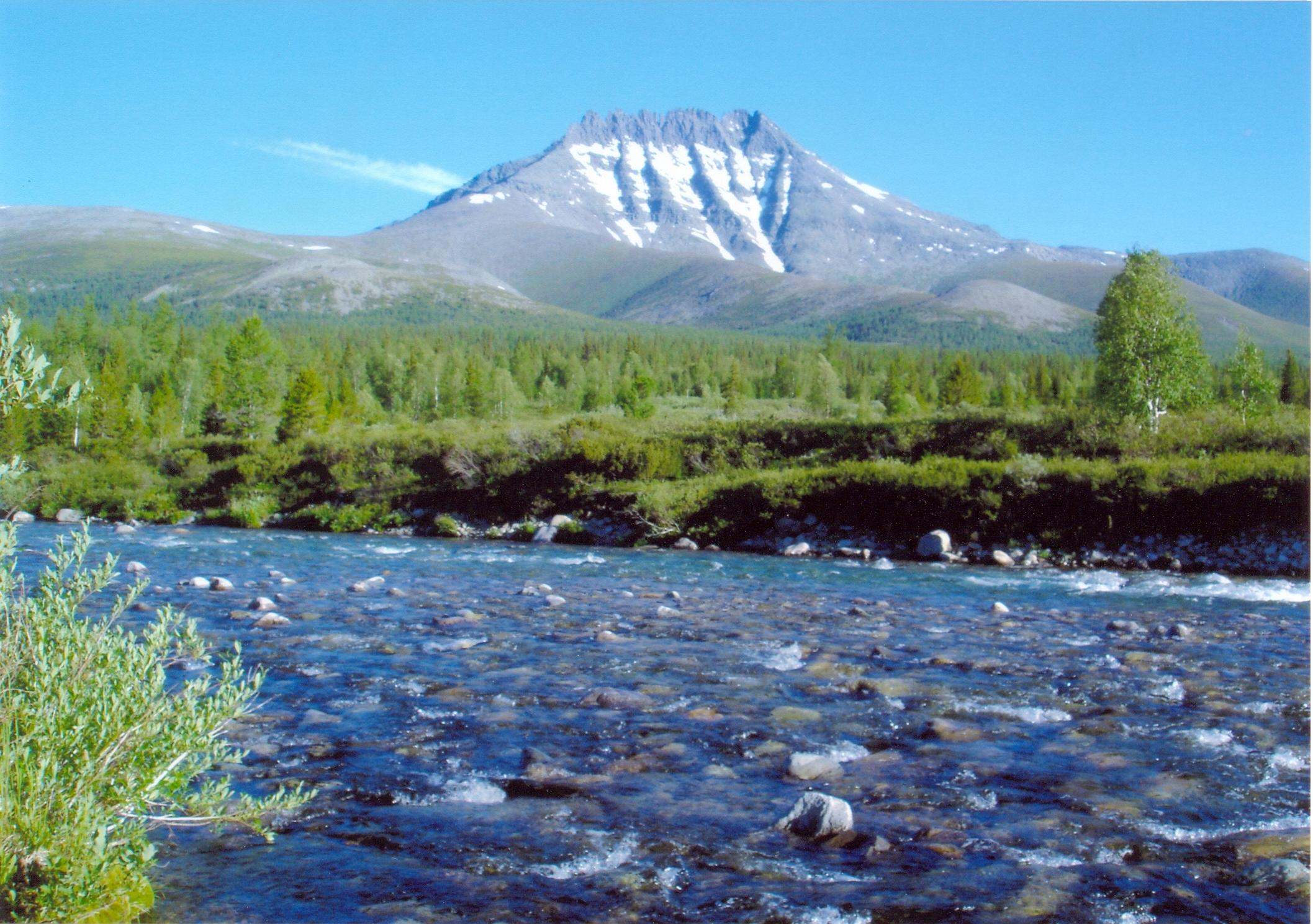
Vista del pico Manaraga

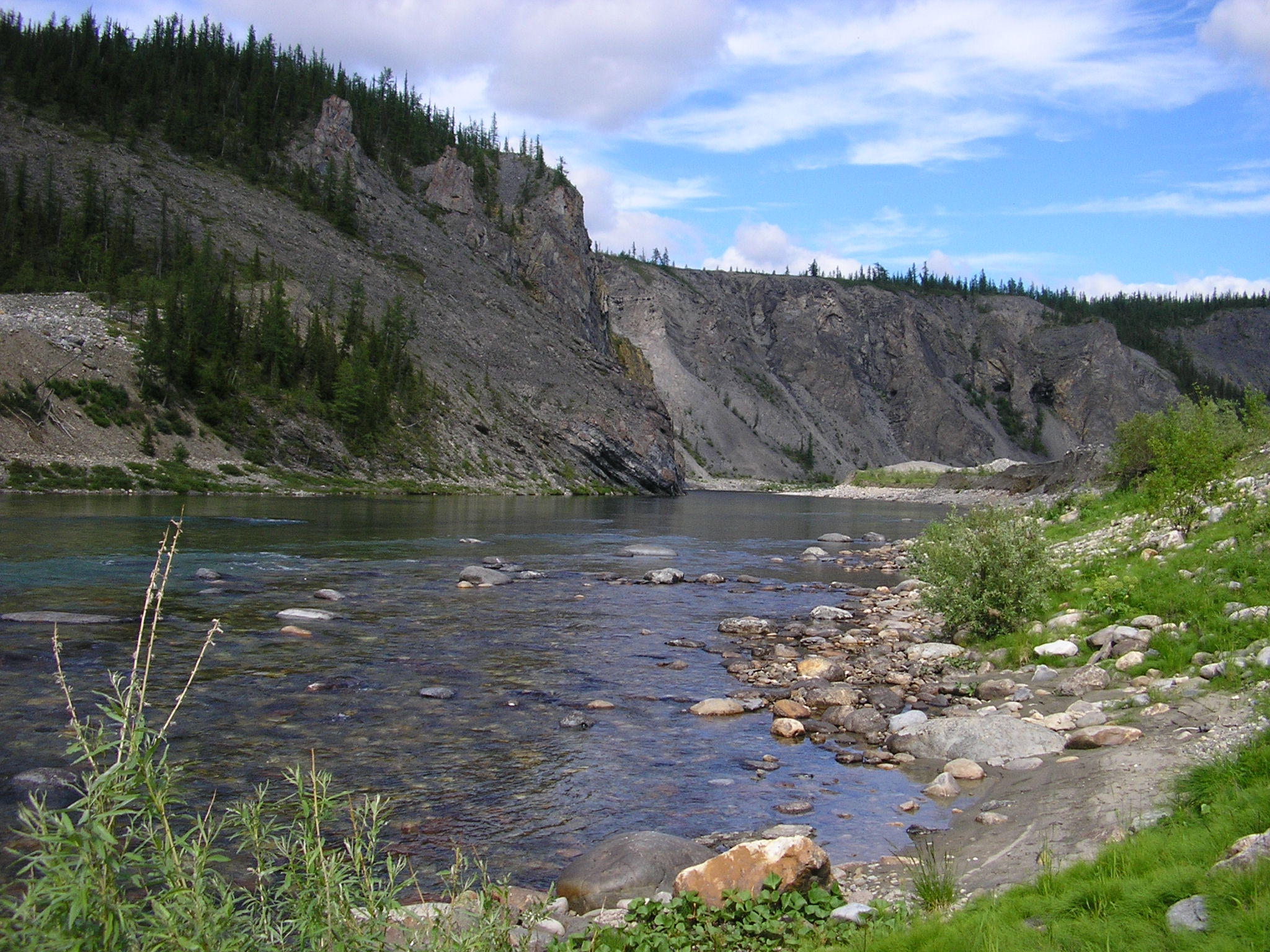
Río Kozim, límite norte del parque

El parque nacional Yugid Va (komi, ruso: Югыд ва; 'lit., 'Agua clara') es un parque nacional en la República de Komi, una república constitutiva de la Federación Rusa, en Europa nororiental, bordeando el distrito autónomo de Janti-Mansi. Es el parque nacional mayor de Rusia y Europa.

## Ubicación
Yugid Va cubre 18 917 km² (casi 2 millones de hectáreas) en la parte norte de los montes Urales y sus laderas y llanuras adyacentes y algunas de las cumbres más altas de la cordillera se encuentran entre sus límites: el Manaraga (1662 m), el Kolokolnja (1640 m), el Telpoziz (1617 m), el Sablja (1497 m), el Portsempeja (1360 m), el Sanaiz (1323 m) y el Barkova (1320 m). El pico más alto de los montes Urales, el Narodnaya (1895 m), se encuentra en la frontera oriental, cerca del límite del parque. Los principales ríos que fluyen a través del parque son (de norte a sur) el Kozim, el Kosju, el Vangyr, el Shchugor y el Podcjerje. El Yugyd Va al completo se ubica dentro de la cuenca del río Pechora, es decir, al oeste de la división continental Europa-Asia. Esto significa que es completamente europeo geográficamente hablando.
Administrativamente, el parque está situado en la parte sudeste de la República de Komi, más concretamente en el territorio de los distritos de Vuktylsky, Intinsky y Pechorsky. La sede del parque está en la ciudad de Vuktyl, con delegaciones en Pechora e Inta.
El parque nacional linda al sur con la reserva natural Pechora-Ilich, mucho más antigua.

## Historia
El parque fue creado por el Gobierno Ruso el 23 de abril de 1994, con objetivos recreativos y de protección de los bosques de la taiga de los Urales septentrionales.
En 1995 el área forestal que incluye el parque nacional Yugyd Va y la cercana reserva natural Pechora-Ilich fue reconocida por la Unesco como Patrimonio de la Humanidad, con el nombre de Bosques vírgenes de Komi.

## Flora y fauna
Más de la mitad del parque está cubierto por bosque boreal de taiga. El resto es mayoritariamente tundra, sobre todo a mayor altitud. Hay también unos 20 km² de pradera, tanto de tipo alpino como en los valles de los ríos.
Unas 180 especies de aves viven en el parque, algunas de ellas especialmente poco comunes, mientras que se sabe que veinte especies de peces habitan los lagos y ríos del parque. Hay, además, cinco especies de anfibios y una de reptiles.
Algunos de los mamíferos comunes en el parque son la liebre de montaña, la ardilla voladora, el reno, el armiño, la nutria, el alce, el lobo, el zorro, el glotón, osos, martas, comadrejas y zorros árticos.

## Turismo
Los usos recreativos del parque incluyen el descenso de ríos, uso de botes y senderismo durante el verano, y esquí nórdico durante el invierno. También se permite la caza controlada pero es necesario solicitar los permisos con varios meses de antelación.
Debido a la remota localización del parque la cantidad de turismo es aún bastante baja. Según los gestores del parque hoy en día lo visitan unos 4.000 turistas cada año, lo que es mucho menos de la capacidad recreativa potencial del parque. La dirección estaba preocupada por el hecho de que los ingresos por cada usuario (unos 2,4 millones de rublos (100.000$ US) al año) no cubrían los gastos de mantenimiento del parque (unos 5 millones de rublos (200.000$ US) al año).